# NGC 409
NGC 409 ist eine elliptische Galaxie vom Hubble-Typ E2 im Sternbild Bildhauer am Südsternhimmel. Sie ist schätzungsweise 294 Millionen Lichtjahre von der Milchstraße entfernt und hat einen Durchmesser von etwa 130.000 Lichtjahren. 

Im selben Himmelsareal befindet sich u. a. die Galaxie NGC 415.
Das Objekt wurde am 29. November 1837 von dem britischen Astronomen John Herschel entdeckt.